# Paul Hoser
Paul Hoser (* 31. Januar 1947 in Günzburg) ist ein deutscher Historiker und Übersetzer.

## Leben
Hoser studierte Geschichte, Anglistik und Politischen Wissenschaften an der Universität München. 1988 wurde er bei Karl Bosl mit der Dissertation Die politischen, wirtschaftlichen und sozialen Hintergründe der Münchner Tagespresse zwischen 1914 und 1934. Methoden der Pressebeeinflussung zum Dr. phil. promoviert.
Hoser ist ordentliches Mitglied der Schwäbischen Forschungsgemeinschaft bei der Kommission für Bayerische Landesgeschichte. Er ist Mitglied des Kuratoriums des Instituts für Bayerische Geschichte der Universität München und ehemaliger Vorsitzender der Gesellschaft der Münchner Landeshistoriker (c/o Institut für Bayerische Geschichte).
Er ist als freier Historiker in München tätig. Beiträge erschienen u. a. im Historischen Lexikon Bayerns.

## Schriften (Auswahl)
- als Hrsg. mit Hermann Weiß: Die Deutschnationalen und die Zerstörung der Weimarer Republik. Aus dem Tagebuch von Reinhold Quaatz 1928–1933 (= Schriftenreihe der Vierteljahrshefte für Zeitgeschichte. Band 59). Oldenbourg, München 1989, ISBN 3-486-64559-5.
- Die politischen, wirtschaftlichen und sozialen Hintergründe der Münchner Tagespresse zwischen 1914 und 1934. Methoden der Pressebeeinflussung (= Europäische Hochschulschriften. Reihe 3: Geschichte und ihre Hilfswissenschaften. Band 447). 2 Teile, Lang, Frankfurt am Main u. a. 1990, ISBN 3-631-42631-3.
- mit Reinhard Baumann (Hrsg.): Die Revolution von 1918/19 in der Provinz (= Forum Suevicum. Band 1). UVK, Konstanz 1996, ISBN 3-87940-588-3.
- mit Walther L. Bernecker, Carlos Collado Seidel (Hrsg.): Die spanischen Könige. 18 historische Porträts vom Mittelalter bis zur Gegenwart. Beck, München 1997, ISBN 3-406-42782-0.
- mit Reinhard Baumann (Hrsg.): Kriegsende und Neubeginn. Die Besatzungszeit im schwäbisch-alemannischen Raum (= Forum Suevicum. Band 5). UVK, Konstanz 2003, ISBN 3-89669-731-5.
- mit Marianne Sammer: Schutzengelverehrung im altbayerischen Halsbach. Stifter, Kirche, Bruderschaft, Benefiziaten und ihr Alltag. Hrsg. von der Pfarrei St. Martin, Hörzhausen 2005, ISBN 3-00-016587-8.
- mit Wolf D. Gruner (Hrsg.): Wissenschaft – Bildung – Politik. Von Bayern nach Europa. Festschrift für Ludwig Hammermayer zum 80. Geburtstag (= Beiträge zur deutschen und europäischen Geschichte. Band 38). Krämer, Hamburg 2008, ISBN 978-3-89622-092-9.
- mit Katrin Holly (Red.): Geschichte des Bezirks Schwaben von der Nachkriegszeit bis 2003 (= Schriftenreihe der Bezirksheimatpflege Schwaben zur Geschichte und Kultur. Band 10). Wißner, Augsburg 2016, ISBN 978-3-95786-100-9.
- Politische Geschichte Starnbergs (= Starnberger Stadtgeschichte. Band 10). Kulturverlag Stadt Starnberg, Starnberg 2019, ISBN 978-3-942915-08-3.